# الفكاهة
الفكاهة هي مجلة مصرية ساخرة أسبوعية، كانت تصدر من قبل دار الهلال في القاهرة في الفترة من 1926 و1933. أستهدفت المجلة الحياة اليومية في القاهرة وكذلك المشهد الاجتماعي الدولي. وفي عام 1933 دمجت دار الهلال مجلة الفكاهة ومجلة الكواكب وقامت بإطلاق مجلة جديدة تحت اسم الاثنان.